# Steel Diver
Steel Diver est un jeu vidéo édité et développé par Nintendo sur Nintendo 3DS. Il s'agit d'un jeu d'action à défilement horizontal dans lequel le joueur contrôle un sous-marin à l'aide de l'écran tactile de la console. Il est sorti le 27 mars 2011 en Amérique du Nord, le 6 mai 2011 en Europe et le 7 mai 2011 au Japon.

## Développement
Steel Diver a été révélé à l'E3 2010. Le jeu a été utilisé à l'origine comme une démonstration technique pour la Nintendo DS et a été en développement pendant six ans. Il a d'abord été prévu pour Nintendo DS mais a finalement été adapté pour sortir sur Nintendo 3DS.

## Accueil
La critique, plutôt très mitigée, reproche principalement au titre la réalisation moyenne et le manque de contenu,.

## Suite
En 2014, sort la suite du jeu intitulée Steel Diver: Sub Wars sur la même plate-forme.